# 凯利·约翰逊 (工程师)
克拉伦斯·伦纳德·“凯利”·约翰逊（Clarence Leonard "Kelly" Johnson，1910年2月27日—1990年12月21日）是美国的系统工程师和航空创新者。20世纪，他负责并主导过一系列著名飞机的设计，如洛克希德的U-2偵察機、SR-71“黑鸟”侦察机，还包括P-38“闪电”战斗机、P-80“奔星”战斗机、F-104星式戰鬥機，以及F-117夜鷹攻擊機。他也是洛克希德臭鼬工厂的领导者之一，曾为之工作40年，被誉为“组织天才”。 他主导或影响了四十架飞机
设计，并获得科利尔奖——该奖旨在表彰航空历史上获取名声中最有才华和多产的飞机设计工程师。

## 影响及评价
2003年在莱特兄弟飞行100周年纪念上，在《航空周刊&空间技术》的前100名“最重要、最有趣、最有影响力的人”评选名单上，约翰逊在第一世纪的航天排名第八名。霍尔·希巴德，约翰逊在洛克希德公司服務時的老板，針對约翰逊的瑞典祖籍，曾经對Ben Rich说过：“那個該死的瑞典人居然能看到空氣流動的方式。”當约翰逊得知希巴德的言論時，他說：「這是我所收到的最高的讚美。」

### 参与项目
- P-38閃電式戰鬥機
- U-2蛟龍夫人偵察機
- F-80流星戰鬥機
- F-104星式戰鬥機
- A-12偵察機
- YF-12戰鬥機
- SR-71黑鳥式偵察機
- F-117夜鷹攻擊機

### 获得荣誉
- 總統自由勳章
- 國家安全獎章（英语：National Security Medal）
- 國家科學獎章
- 國家技術與創新獎章（英语：National Medal of Technology and Innovation）
- 科利爾獎

## 延伸阅读
- Johnson, Clarence L. "Kelly", and Maggie Smith, 1985. Kelly: More Than My Share of It All. Smithsonian Institution Press, ISBN 0-87474-564-0
- Johnson, Clarence L., Lockheed Aircraft Corporation. The Design of High-Speed Military Airplanes (1941). Reprinted from the Journal of Aeronautical Sciences
- Rich, Ben, and Leo Janos, 1996. Skunk Works. Little, Brown & Company, ISBN 0-316-74300-3